# Rancho Mirage Tennis Games 1978
Il Rancho Mirage Tennis Games 1978 è stato un torneo di tennis giocato sul cemento. È stata la 5ª edizione del Torneo di Indian Wells che fa parte del Colgate-Palmolive Grand Prix 1978. Il torneo si è giocato al Mission Hills Country Club di Rancho Mirage, nei pressi di Palm Springs in California, a partire dal 13 febbraio 1978.

## Campioni

### Singolare
Roscoe Tanner ha battuto in finale  Raúl Ramírez con il punteggio di 6–1, 7–6.

### Doppio
Raymond Moore /  Roscoe Tanner hanno battuto in finale  Bob Hewitt /  Frew McMillan con il punteggio di 6–4, 6–4.